# Vandrarklokrypare
Vandrarklokrypare (Allochernes peregrinus) är en spindeldjursart som beskrevs av Hans Lohmander 1939. Vandrarklokrypare ingår i släktet Allochernes och familjen blindklokrypare. Arten förekommer tillfälligt i Sverige. Inga underarter finns listade i Catalogue of Life.
Vandrarklokrypare är ett litet rovdjur som livnär sig på insekter och andra småkryp och är strax under 2 millimeter långt. Det har inga ögon och lever under marken. 
Hösten 2020 rapporterades det andra fyndet av arten i Sverige. Då hittades den i en faunadepå i Vallentuna. Första gången var 80 år tidigare utanför Naturhistoriska riksmuseet. Djuret är ovanligt även utanför Sverige och endast några få exemplar har hittats totalt. 